# Tukotuko peruwiański
Tukotuko peruwiański (Ctenomys peruanus) – gatunek gryzonia z rodziny tukotukowatych (Ctenomyidae). Występuje w Ameryce Południowej, gdzie odgrywa ważną rolę ekologiczną. Siedliska tukotuko peruwiańskiego położone są na terenach peruwiańskiego departamentu Puno, na płaskowyżu Altiplano. Międzynarodowa Unia Ochrony Przyrody (IUCN) wymienia ten gatunek w Czerwonej księdze gatunków zagrożonych jako gatunek najmniejszej troski i oznacza go akronimem LC.